# Каули (округ, Канзас)
Ка́ули (англ. Cowley County; стандартное обозначение CL) — округ в штате Канзас (США). Официально образован 26 февраля 1867 года. По состоянию на 2010 год, численность населения составляла 36 311 человек.

## География
По данным Бюро переписи США, общая площадь округа равняется 2931,883 км², из которых 2916,343 км² — суша и 17,353 км² (или 0,600 %) — водоёмы.

## Население
По данным переписи населения 2000 года, в округе проживает 36 291 жителей в составе 14 039 домашних хозяйств и 9616 семей. Плотность населения составляет 12,00 человек на км². На территории округа насчитывается 15 673 жилых строений, при плотности застройки около 5,00-ти строений на км². Расовый состав населения: белые — 90,13 %, афроамериканцы — 2,70 %, коренные американцы (индейцы) — 1,96 %, азиаты — 1,53 %, гавайцы — 0,01 %, представители других рас — 1,36 %, представители двух или более рас — 2,30 %. Испаноязычные составляли 3,59 % населения независимо от расы.
В составе 32,20 % из общего числа домашних хозяйств проживают дети в возрасте до 18 лет, 55,20 % домашних хозяйств представляют собой супружеские пары проживающие вместе, 9,60 % домашних хозяйств представляют собой одиноких женщин без супруга, 31,50 % домашних хозяйств не имеют отношения к семьям, 27,90 % домашних хозяйств состоят из одного человека, 13,20 % домашних хозяйств состоят из престарелых (65 лет и старше), проживающих в одиночестве. Средний размер домашних хозяйств составляет 2,46 человека, и средний размер семьи 3,00 человека.
Возрастной состав округа: 26,00 % моложе 18 лет, 9,90 % от 18 до 24, 26,00 % от 25 до 44, 22,20 % от 45 до 64 и 22,20 % от 65 и старше. Средний возраст жителя округа 37 лет. На каждые 100 женщин приходится 95,70 мужчин. На каждые 100 женщин старше 18 лет приходится 94,20 мужчин.
Средний доход на домохозяйство в округе составлял 34 406 USD, на семью — 43 636 USD. Среднестатистический заработок мужчины был 31 703 USD против 21 341 USD для женщины. Доход на душу населения составлял 17 509 USD. Около 9,20 % семей и 12,90 % общего населения находились ниже черты бедности, в том числе — 17,00 % молодёжи (тех, кому ещё не исполнилось 18 лет) и 11,20 % тех, кому было уже больше 65 лет.